# Graceville (Floride)
Pour les articles homonymes, voir Graceville.
Graceville est une ville américaine située dans le comté de Jackson en Floride.

## Démographie
| 1910 | 1920 | 1930  | 1940  | 1950  | 1960  |
| ---- | ---- | ----- | ----- | ----- | ----- |
| 734  | 840  | 1 012 | 1 181 | 1 638 | 2 307 |

| 1970  | 1980  | 1990  | 2000  | 2010  | - |
| ----- | ----- | ----- | ----- | ----- | - |
| 2 560 | 2 918 | 2 675 | 2 402 | 2 278 | - |

Selon le recensement de 2010, Graceville compte 2 278 habitants. La municipalité s'étend sur 4,42 milles carrés (11,45 km2), dont 4,31 milles carrés (11,16 km2) de terres.